# 殖民战争

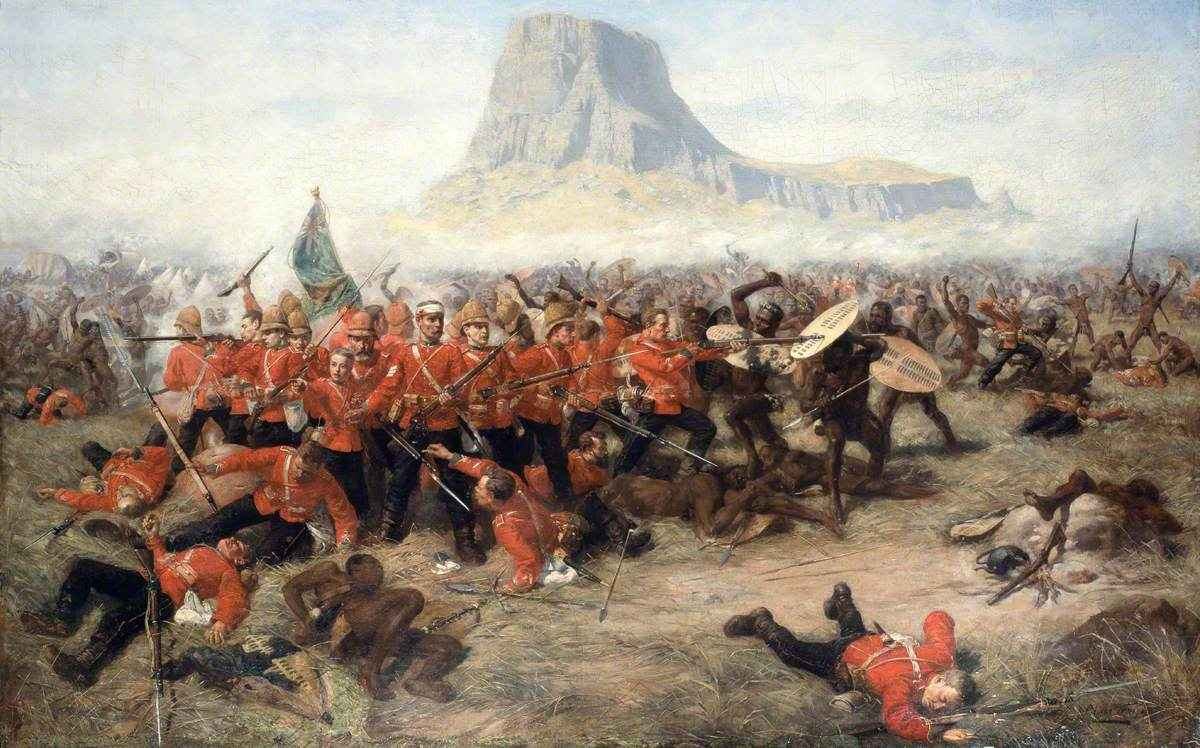
《伊散德尔瓦纳的最后一战》（The Battle of Isandhlwana），由Charles Edwin Fripp所绘，描绘了1879年位于南部非洲的祖鲁王国与大英帝国之间的殖民冲突

殖民戰爭（colonial war）指的是殖民帝國對其他國發動的一系列戰爭，迫使對方屈服，這一概念主要指18世紀——19世纪歐洲殖民列強在美洲、亞洲和非洲發動的各類戰爭。
殖民戰爭的目的是於掠奪經濟資源，並傳播宗教和文化來服務宗主國。殖民列強透過戰爭強迫殖民地接受殖民国家的語言、宗教與制度，以實現同化。

## 政策
在殖民國家看來，殖民戰爭的戰術通常不如正規戰爭嚴謹，直接衝突的發展往往難以受控。駐紮當地的軍官有時不受宗主國約束，自行制定並執行戰爭政策；而在某些情況下，宗主國的政策則由他們自由解釋與執行。19世紀七、八十年代，法國指揮官在西蘇丹作戰時往往不顧國家政策，而駐紮非洲的德國士兵則經常違抗殖民官僚機構的命令。

### 本土部队
当本土军队选择发动游击战而不是正面战斗时，入侵势力会更容易遭受挫败。实际上，常规战争和非常规战争形式通常会迅速接连发生。亚洲和非洲的本土军队凭借数量优势或出其不意的优势战胜了殖民势力，赢得了少数传统战役，但随着时间的推移，他们遭受了巨大的损失和令人沮丧的失败，土著部队通常由步兵组成。

## 种类

#### 征服战争
征服戰爭指的是殖民帝國（如西班牙、英國等）以軍事入侵為手段，旨在征服目標地區的戰爭形式。這類戰爭通常透過武力占領、資源掠奪與文化同化，剝奪當地的主權。

#### 独立战争
獨立戰爭指的是殖民地人民為擺脫殖民帝國的壓迫與不平等法律，爭取自主權而發動的戰爭形式。許多國家經過長期的武裝鬥爭、政治運動與文化抵抗，最終成功獨立。

#### 条约殖民
透過簽訂不平等條約，殖民國家將貿易權掌握在自己手中，以確保長期的經濟利益。這些條約往往在軍事壓迫下達成，條款不公，充滿剝削。

## 殖民历史

### 北美

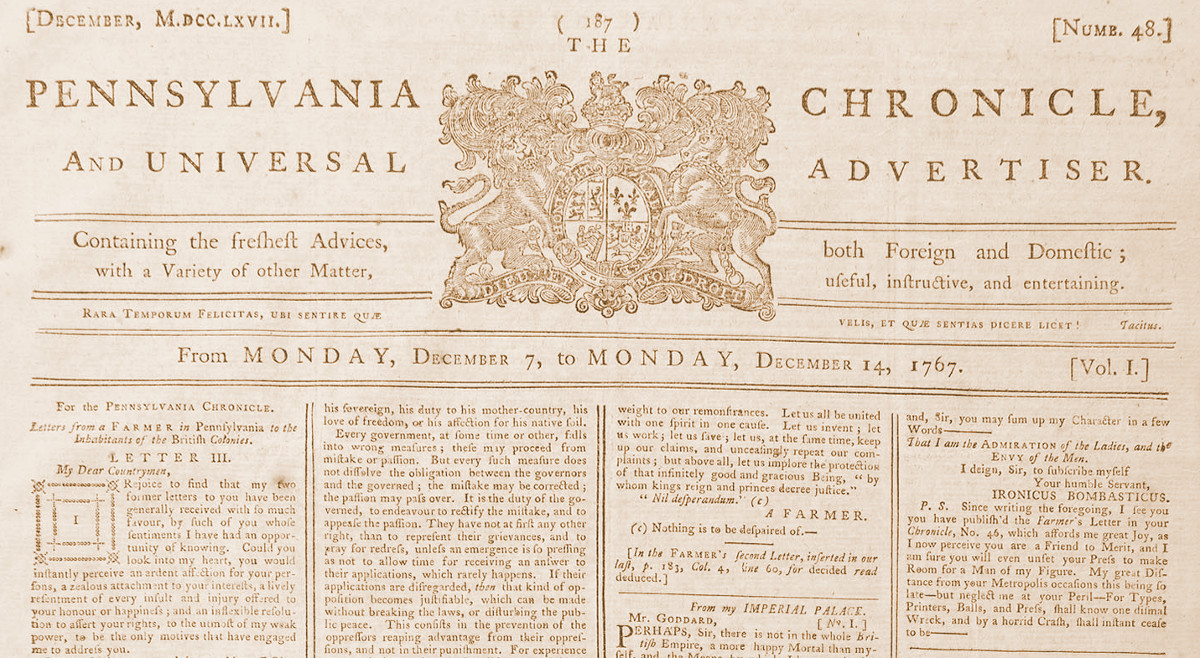
《宾夕法尼亚农民的信件》第三封（约翰·迪金森，发表于《宾夕法尼亚纪事报》，1767年12月）是约翰·迪金森为反对英国对殖民地的税收政策而写的一篇重要政治文章。

17世紀時，北美處於英國的殖民統治之下，並被劃分為多個殖民區。當時，各殖民區之間關係並不和睦，直到英國不斷加重財政壓力（如《糖法》與《印花法》），使殖民地難以承受經濟剝削，最終引發反抗。
1773年，英國頒布《茶法》，允許東印度公司直接向北美殖民地出口茶葉，並從中徵稅。此舉使東印度公司在茶葉貿易上取得壟斷地位，進一步加重殖民地的財政負擔。最終，此法案引發強烈不滿，導致「波士頓茶葉事件」。

#### 大陆会议
大陸會議（Continental Congress）於1774年成立，是美國十三個殖民地最早發起獨立訴求的重要組織。在1775至1776年的第二次大陸會議上，代表們通過《獨立宣言》，並於1776年正式宣布美國成立。

### 非洲
非洲的反殖民戰爭數量眾多，大部分地區曾受英國和法國控制。二戰期間，這些殖民地為英國提供了大量經濟支援。
17至18世紀，英國與法國開始將目光投向非洲，希望利用當地向美洲殖民地輸送奴隸。他們逐步在西非海岸建立商業據點，與當地統治者展開貿易。這種模式持續至19世紀初，因為當時歐洲人對在非洲內陸擴張領土興趣不大。
到了19世紀初，殖民戰爭日益現代化，殖民列強不得不投入更多軍隊進行鎮壓。部分原因是，當地軍隊與歐洲軍隊之間的軍事實力差距逐漸縮小。許多非洲殖民地的民眾放棄正面交戰，改採游擊戰術進行抗爭。

### 亚洲
1600年至1857年是英國對印度殖民統治的開端。1600年，東印度公司獲得英國政府許可，在印度開展貿易並進行殖民擴張。透過各種手段，東印度公司逐步掌控印度的經濟，為後來的全面殖民統治奠定基礎。

#### 印度民族起义
1857至1858年間，印度爆發了規模空前的反英殖民起義。起義最初由印度士兵發動，原因是他們對英國當局的壓迫與剝削極為不滿。此外，英國在印度設立的東印度公司也嚴重影響當地商人，英國當局更透過增稅加重對底層民眾的經濟壓力。最終，這些壓迫引發全印度範圍的反抗，這場戰爭成為印度反殖民歷史上最大規模的戰役之一。